# فهرست وابسته‌های دیپلماتیک گینه بیسائو

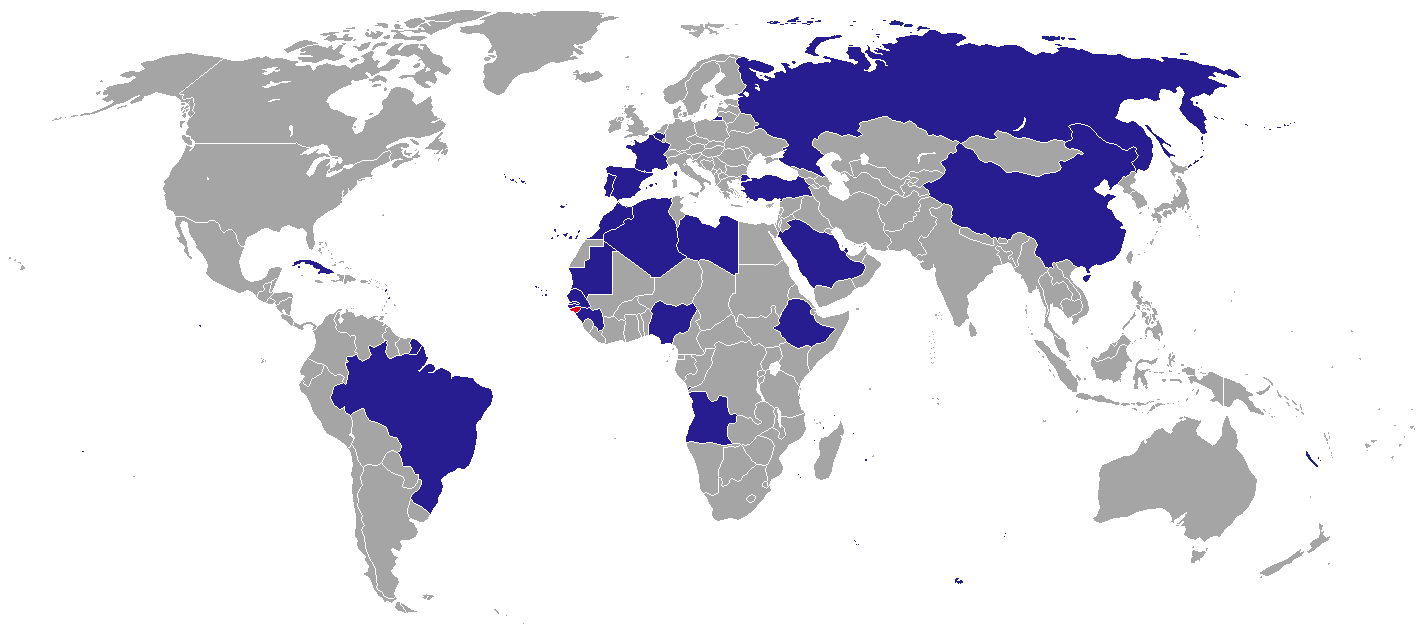
نقشهٔ وابسته‌های دیپلماتیک گینهٔ بیسائو

این مقاله شامل فهرست وابسته‌های دیپلماتیک گینهٔ بیسائو است. جمهوری گینهٔ بیسائو یک سیاست خارجی غیرمتعهد را دنبال می‌کند و به دنبال روابط دوستانه و همکاری با طیف گسترده‌ای از دولت‌ها و سازمان‌ها است، اگرچه حضور دیپلماتیک واقعی آن کم است.
کنسولگری‌های افتخاری در این لیست گنجانده نشده‌اند.

## وابسته‌های کنونی

### آفریقا
| کشور میزبان | شهر میزبان   | وابسته     | آکرودیته                                                | ارجاع |
| ----------- | ------------ | ---------- | ------------------------------------------------------- | ----- |
| الجزایر     | الجزیره      | سفارت      | کشورها: - مصر - تونس                                    |       |
| آنگولا      | لوآندا       | سفارت      | کشورها: - آفریقای جنوبی                                 | [ ۱ ] |
| کیپ ورد     | پرایا        | سفارت      |                                                         |       |
| اتیوپی      | آدیس آبابا   | سفارت      | سازمان‌های بین‌المللی: - اتحادیه آفریقا                   | [ ۲ ] |
| گامبیا      | بانجول       | سفارت      |                                                         |       |
| گینه        | کوناکری      | سفارت      |                                                         |       |
| موریتانی    | نواکشوت      | سرکنسول‌گری |                                                         | [ ۳ ] |
| مراکش       | رباط (مراکش) | سفارت      |                                                         |       |
| نیجریه      | آبوجا        | سفارت      | سازمان‌های بین‌المللی: - جامعه اقتصادی کشورهای غرب آفریقا | [ ۴ ] |
| سنگال       | داکار        | سفارت      |                                                         |       |
| سنگال       | زیگینچور     | سرکنسول‌گری |                                                         |       |

### آمریکا
| کشور میزبان | شهر میزبان | وابسته | آکرودیته                           | ارجاع |
| ----------- | ---------- | ------ | ---------------------------------- | ----- |
| برزیل       | برازیلیا   | سفارت  |                                    |       |
| کوبا        | هاوانا     | سفارت  | کشورها: - جمهوری دومینیکن - پاناما | [ ۵ ] |
| ونزوئلا     | کاراکاس    | سفارت  |                                    |       |

### آسیا
| کشور میزبان | شهر میزبان | وابسته | آکرودیته                                      | ارجاع       |
| ----------- | ---------- | ------ | --------------------------------------------- | ----------- |
| چین         | پکن        | سفارت  | کشورها: - ژاپن - سنگاپور - کره جنوبی - ویتنام | [ ۶ ] [ ۷ ] |
| ایران       | تهران      | سفارت  | کشورها: - بنگلادش - هند - مالدیو              |             |
| قطر         | دوحه       | سفارت  |                                               | [ ۸ ]       |
| ترکیه       | آنکارا     | سفارت  |                                               | [ ۹ ]       |

### اروپا
| کشور میزبان | شهر میزبان | وابسته | آکرودیته                                                                                                  | ارجاع         |
| ----------- | ---------- | ------ | --- | ------------- |
| بلژیک       | بروکسل     | سفارت  | کشورها: - آلمان - فنلاند - لوکزامبورگ - هلند - صربستان - سوئد سازمان‌های بین‌المللی: - اتحادیه اروپا - OPCW | [ ۱۰ ]        |
| فرانسه      | پاریس      | سفارت  | کشورها: - آندورا - سریر مقدس - بریتانیا سازمان‌های بین‌المللی: - یونسکو                                     | [ ۱۱ ] [ ۱۲ ] |
| پرتغال      | لیسبون     | سفارت  | کشورها: - ایتالیا سازمان‌های بین‌المللی: - جامعه کشورهای پرتغالی‌زبان                                        | [ ۱۳ ]        |
| روسیه       | مسکو       | سفارت  | کشورها: - جمهوری آذربایجان - بلغارستان - جمهوری چک - لهستان                                               | [ ۱۴ ] [ ۱۵ ] |
| اسپانیا     | مادرید     | سفارت  | کشورها: - جمهوری ایرلند                                                                                   |               |

### سازمان‌های چندجانبه
| سازمان          | شهر میزبان | کشور میزبان         | وابسته        | آکرودیته         | ارجاع  |
| --------------- | ---------- | ------------------- | ------------- | ---------------- | ------ |
| سازمان ملل متحد | نیویورک    | ایالات متحده آمریکا | نمایندگی دائم | کشورها: - کانادا | [ ۱۶ ] |

## نگارخانه

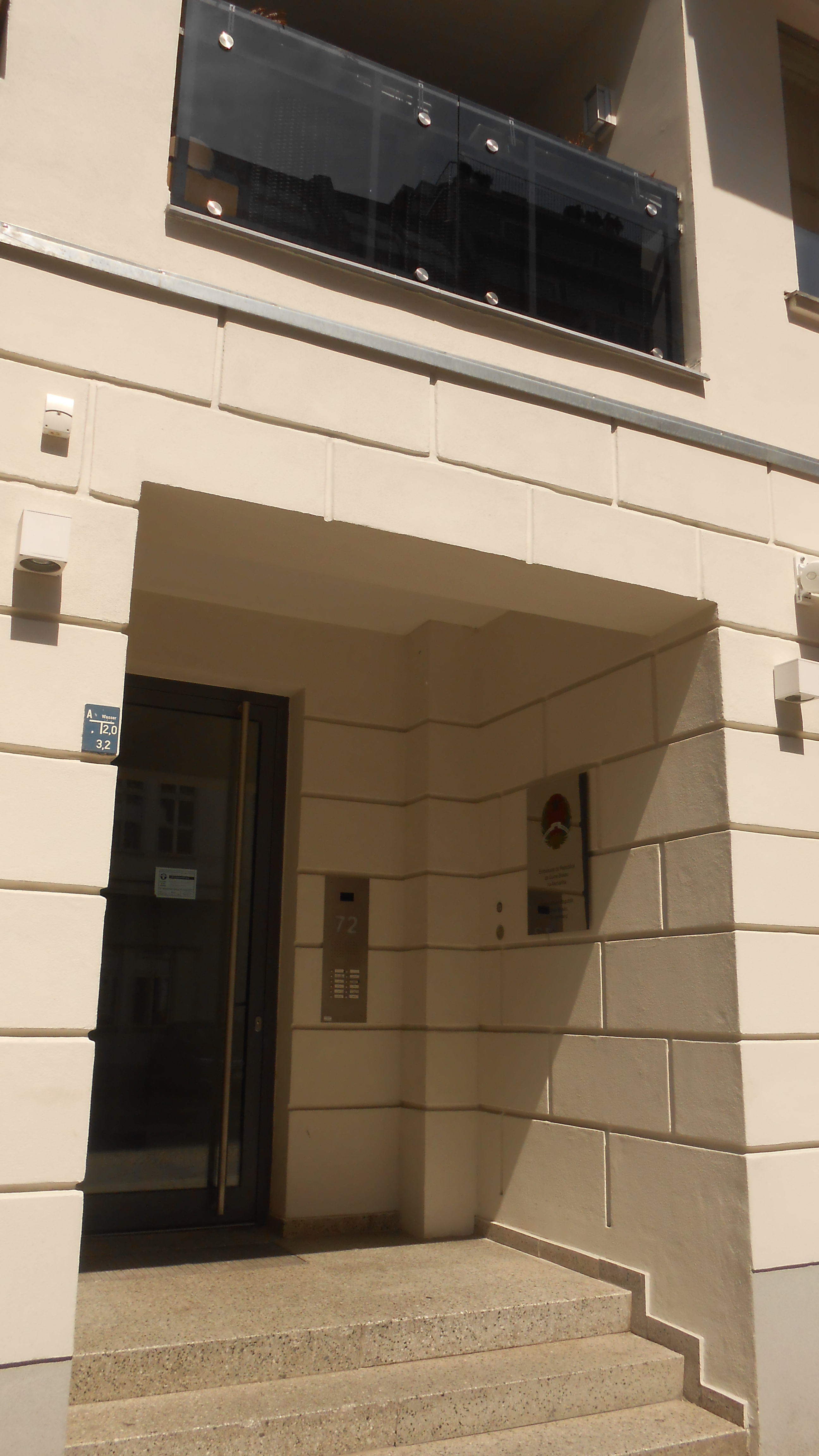
سفارت‌خانهٔ گینهٔ بیسائو در برلین
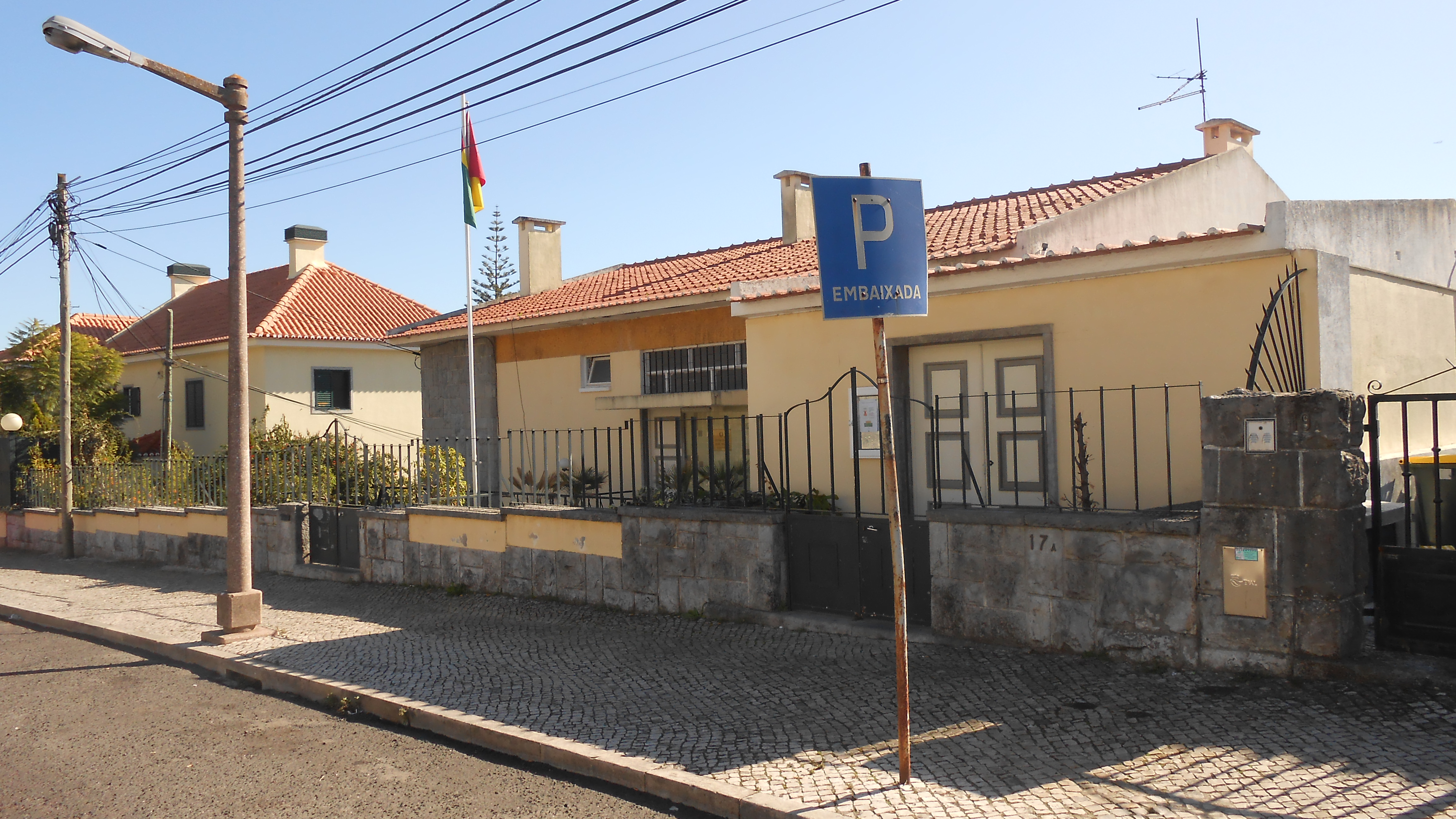
سفارت‌خانهٔ گینهٔ بیسائو در لیسبون

## وابسته‌های تعطیل‌شده

### آمریکا
| کشور میزبان         | شهر میزبان       | وابسته | سال تعطیلی | ارجاع         |
| ------------------- | ---------------- | ------ | ---------- | ------------- |
| ایالات متحده آمریکا | واشینگتن، دی.سی. | سفارت  | ۲۰۰۷       | [ ۱۷ ] [ ۱۸ ] |

### آسیا
| کشور میزبان | شهر میزبان | وابسته | سال تعطیلی | ارجاع  |
| ----------- | ---------- | ------ | ---------- | ------ |
| اندونزی     | جاکارتا    | سفارت  | نامشخص     | [ ۱۹ ] |

### اروپا
| کشور میزبان | شهر میزبان | وابسته | سال تعطیلی | ارجاع  |
| ----------- | ---------- | ------ | ---------- | ------ |
| آلمان       | برلین      | سفارت  | ۲۰۲۰       | [ ۲۰ ] |